# Mestna avtobusna linija A (Szczecin)
Mestna avtobusna linija številka A (Osiedle Bukowe – Studzienna) je ena izmed dnevnih hitrih avtobusnih linij javnega mestnega prometa v Ščečinu. Povezuje Bukowe-Klęskowo in Żelechowo.

## Trasa
Studzienna – Hoża – Obotrycka – Wilcza – Sczanieckiej – Gontyny – Matejki – Aleja Piłsudskiego – Plac Rodła – Aleja Wyzwolenia – Plac Żołnierza Polskiego – Aleja Niepodległości – Brama Portowa – Wyszyńskiego – Most Długi – Energetyków – Most Portowy – Gdańska – Estakada Pomorska – Gdańska – Most Pionierów Miasta Szczecina – Eskadrowa – Hangarowa – Struga – Jasna – Przelotowa – Handlowa – Chłopska – Kolorowych Domów – Osiedle Bukowe